# Алстерци
Алстерци (алстерски шкотски: Ulstèr-Scotch fowk) су етничка група чија је матична земља Ирска, то јест Алстер и делом северни региони Ирске (Донегол). Алстераца има укупно до 7 милиона, од тога највише у САД, али их има и у Ирској, Уједињеном Краљевству и другим државама. По вероисповести су већином презвитеријанци, али има припадника других протестантских заједница и католицизма. Говоре алстерским дијалектима шкотског, ирског и енглеског језика, који спадају у германску и келтску групу индоевропске породице језика.
Алстерци су потомци презвитеријанских имиграната углавном из Геловеја, Ланаркшира, Ејршира, Ренфрјушира и северне и централне Шкотске.
Највећи број Алстераца је емигрирао у САД. Преко 5.350.000 људи у Сједињеним Државама се изјашњавају као Алстерци (који имају деоно или порекло у потпуности). Алстерци који живе у САД су познатији као Алстерски Американци (или Американци алстерског порекла). Мањи број Алстераца живи у Ирској, Уједињеном Краљевству, Канади, Новом Зеланду и Аустралији. Већина Алстераца је емигрирало за време Британске империје.